# Svetozar Boroević von Bojna
Svetozar Boroević von Bojna (ur. 13 grudnia 1856 w Umeticiu, zm. 23 maja 1920 w Klagenfurcie) – marszałek polny cesarskiej i królewskiej Armii.

## Życiorys
Urodził się w prawosławnej rodzinie we wsi Umetić koło Kostajnicy (gmina Donji Kukuruzari w Chorwacji, na południowy wschód od Zagrzebia). Obszar ten wchodził w skład Pogranicza Wojskowego Austro-Węgier. Po skończeniu szkoły elementarnej studiował na akademiach wojskowych w Kemenitz (koło Peterwardein, ob. Petrovaradin, pod Nowym Sadem) i Grazu. Szybko awansował (kapral w 1872, podporucznik 1 maja 1875) i został wcielony do Węgierskiego Pułku Piechoty Nr 52 w Grazu. W 1878 odznaczył się podczas zajmowania Bośni. Na stopień porucznika został mianowany ze starszeństwem z 1 maja 1880.
W 1881 został przyjęty do Szkoły Wojennej w Wiedniu, w charakterze słuchacza, pozostając oficerem nadetatowym IR. 52. W 1883, po ukończeniu studiów otrzymał tytuł „oficer przydzielony do Sztabu Generalnego” i przydział do 63 Brygady Piechoty w Budapeszcie na stanowisko oficera sztabu, a w następnym roku do Oddziału Wojskowego w Komendzie 15 Korpusu w Sarajewie. Na stopień kapitana został mianowany ze starszeństwem z 1 maja 1886. W tym samym roku otrzymał tytuł „oficera Sztabu Generalnego”. W 1887 został przydzielony do Terezjańskiej Akademii Wojskowej w Wiener Neustadt na stanowisko wykładowcy taktyki i organizacji wojska. W 1891 został przydzielony do Komendy 19 Dywizji Piechoty w Pilźnie na stanowisko szefa sztabu. W następnym roku został przeniesiony na takie samo stanowisko do Komendy 18 Dywizji Piechoty w Mostarze i mianowany na stopień majora ze starszeństwem z 1 maja 1892. Dwa lata później został wyznaczony na stanowisko szefa sztabu 27 Dywizji Piechoty w Koszycach. W 1895 został przeniesiony do Oddziału Wojskowego w Komendzie 6 Korpusu w Koszycach oraz mianowany na stopień podpułkownika ze starszeństwem z 1 maja tego roku. W 1896 został przeniesiony do Kraińskiego Pułku Piechoty Nr 17 w Klagenfurcie na stanowisko komendanta 4. batalionu. Na tym stanowisku 17 grudnia 1897 został awansowany na pułkownika. W czerwcu 1898 został wyznaczony na stanowisko szefa sztabu 8 Korpusu w Pradze, którym był do lutego 1904. W międzyczasie, w 1899 ożenił się z córką austriackiego oficera. 15 maja 1904 został mianowany na stopień generała majora i wyznaczony na stanowisko komendanta 14 Brygady Piechoty w Petrovaradinie. W 1905 został uhonorowany tytułem „von Bojna”. W 1907 został wyznaczony na stanowisko komenda chorwacko-slawońskiego VII Dystryktu królewsko-węgierskiej Obrony Krajowej w Zagrzebiu. Na tym stanowisku 8 maja 1908 awansował na marszałka polnego porucznika. W kwietniu 1912 został przeniesiony na stanowisko komendanta i generała dowodzącego 6 Korpusem w Koszycach. 28 kwietnia 1913 otrzymał awans na stopień generała piechoty i tytuł szefa Węgierskiego Pułku Piechoty Nr 51 w Târgu Mureș.
W 1914 kiedy zaczęła się I wojna światowa, na czele 6 Korpusu walczył na froncie wschodnim. Na początku września 1914 został dowódcą 3 Armii i w początkach października oswobodził twierdzę Przemyśl. Jego wojska walczyły pod Limanową, na Przełęczy Dukielskiej i w innych miejscach w Karpatach, powstrzymując Rosjan przed wkroczeniem na Węgry. Rosyjskie kontrofensywy w lutym i marcu 1915 o mało nie spowodowały zepchnięcia trzeciej armii Boroevicia na Nizinę Węgierską, lecz dzięki posiłkom niemieckim zdołał on utrzymać pozycje i nie dopuścił do przełamania frontu. Potem (wraz z czwartą armią austro-węgierską arcyks. Józefa Ferdynanda i jedenastą armią niemiecką Mackensena) wziął udział w generalnej ofensywie austriacko-niemieckiej, mającej odrzucić Rosjan i ewentualnie odbić Przemyśl.
Boroević nie pozostał jednak na froncie wschodnim dostatecznie długo, aby zobaczyć odzyskanie Przemyśla, które nastąpiło w czerwcu. 25 maja 1915 wraz z częścią 3 Armii (reszta została wcielona do Grupy Armii Mackensena) został przeniesiony na front włoski. Tam został dowódcą 5 Armii, przy pomocy której zorganizował obronę przed Włochami i powstrzymał wiele ich ofensyw. Mimo to szef sztabu, Conrad von Hötzendorf, polecił mu wycofać się i zaprzestać prób obrony tego obszaru (dzisiejsza Słowenia), uważając go za niemożliwy do obronienia. Jednakże Boroević utrzymywał się z trzydziestoma ze swoich oddziałów, twierdząc, że Słoweńcy dotrzymają pola, kiedy przyjdzie im bronić swojego kraju. To przemówiło do cesarza Franciszka Józefa i przekazał Boroeviciowi dowodzenie frontem nad rzeką Soczą (wł. Isonzo).
Wojska Boroevicia powstrzymały wszystkie z jedenastu włoskich ataków i w Austro-Węgrzech okrzyknięto go „Królem Isonzo” (zyskał również przydomek „Lew Isonzo” [„Löwe vom Isonzo”]), a jego żołnierze adorowali go i nazywali „Naš Sveto!”. Za męstwo w walce 1 maja 1916 został awansowany na stopień generała pułkownika. 23 sierpnia 1917 doszedł do stanowiska dowódcy frontu południowo-wschodniego, który wkrótce został przemianowany na Grupę Armii Boroević. 1 lutego 1918 został mianowany na stopień marszałka polnego. Został także dowódcą wszystkich sił austro-węgierskich przeciwko Włochom. Front utrzymał się do listopada 1918, kiedy żołnierze węgierscy zaczęli masowo dezerterować. Po tym wydarzeniu Boroević przegrupował oddziały pod Tagliamento, potem cofnął się do Velden am Wörther See. 1 grudnia 1918 został przeniesiony w stan spoczynku.
Jako austriacki generał był osobą niepożądaną w nowo tworzonym Królestwie Serbów, Chorwatów i Słoweńców, więc pozostał w Austrii. Zmarł 23 maja 1920 w szpitalu w Klagenfurcie. Jego ciało zostało przetransportowane do Wiednia, gdzie złożono je w grobie opłaconym przez cesarza Karola.

## Ordery i odznaczenia
- Krzyż Komandorski Orderu Marii Teresy za przeprowadzenie w latach 1915–1917 operacji nad Isonzo, jako komendant Armii Isonzo[21]
- Krzyż Zasługi Wojskowej 1 klasy z dekoracją wojenną i mieczami[22]
- Krzyż Wielki Orderu Leopolda z dekoracją wojenną i mieczami[22]
- Signum Laudis Wielki Medal Zasługi Wojskowej z mieczami po raz pierwszy[22]
- Signum Laudis Wielki Medal Zasługi Wojskowej z mieczami po raz drugi[22]
- Krzyż Rycerski Orderu Leopolda[22]
- Order Korony Żelaznej 3. klasy z dekoracją wojenną[22]
- Krzyż Zasługi Wojskowej 3 klasy z dekoracją wojenną i mieczami[22]
- Signum Laudis Srebrny Medal Zasługi Wojskowej z mieczami na wstążce Krzyża Zasługi Wojskowej[22]
- Signum Laudis Brązowy Medal Zasługi Wojskowej z mieczami na wstążce Krzyża Zasługi Wojskowej[22]
- Medal Wojenny[22]
- Krzyż za 40-letnią służbę wojskową dla oficerów[22]
- Brązowy Medal Jubileuszowy Pamiątkowy dla Sił Zbrojnych i Żandarmerii[22]
- Krzyż Jubileuszowy Wojskowy[22]